# Sacré-Yarcé
Pour les articles homonymes, voir Sacré (homonymie).
Ne doit pas être confondu avec Sacré-Mossi.
Sacré-Yarcé est une localité située dans le département de Kalsaka de la province du Yatenga dans la région Nord au Burkina Faso.

## Santé et éducation
Le centre de soins le plus proche de Sacré-Yarcé est le centre de santé et de promotion sociale (CSPS) de Kalsaka tandis que le centre médical avec antenne chirurgicale (CMA) de la province se trouve à Séguénéga.